# Tonika (jezična porodica)
Tonikan.- /Naziv Tonikan došao je po imenu plemena Tunica ili Tonika, a iz tunica riječi óni, “man,” “people”/ Porodica indijanskih jezika i naroda iz Mississippija koja obuhvaća Indijance s lijeve obale rijeke Mississipi, to su: Grigra, Koroa, Tiou, Tunica ili Tonika i Yazoo. Prije se porodica Tonikan povezivala sa skupinama Attacapan i Chitimachan, u Veliku porodicu Hokan-Siouan, sada nepriznatu. 

## Vanjske poveznice
- Tonikan Family